# Emiliano Mondonico
Emiliano Mondonico (Rivolta d'Adda, 9 de março de 1947 – Milão, 29 de março de 2018) foi um futebolista e treinador de futebol italiano que atuava como atacante.

## Carreira

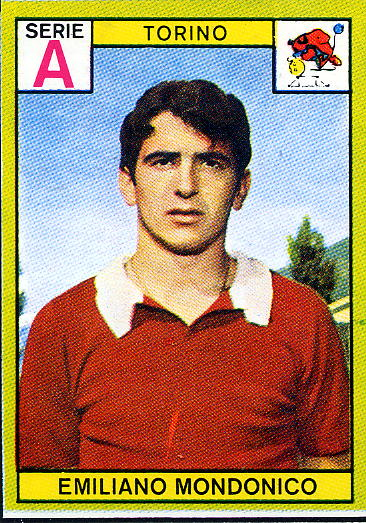
Mondonico em 1968, como jogador do Torino.

Tendo começado sua carreira como lateral na Rivoltana (equipe amadora de sua cidade), Mondonico jogou por mais tempo na Cremonese, onde também se aposentou como jogador em 1979. Em 2 passagens pela equipe grigiorossa, disputou 224 partidas e marcou 88 gols. Ele também atuou por Torino, Monza e Atalanta, sempre em passagens curtas.
Já aposentado, foi técnico das categorias de base da Cremonese até 1982, quando foi promovido ao comando do time principal faltando apenas 6 rodadas para o encerramento da Série B no lugar de Guido Vincenzi, e na temporada 1983–84 levou o clube a conquistar o acesso para a primeira divisão. Deixou a Cremonese em 1986 (voltaria ao clube em 2007) para treinar o Como, em sua segunda experiência na Série A.
Em 1987 regressou à Atalanta (rebaixada na temporada anterior), chegando até a semifinal da Taça dos Clubes Vencedores de Taças.
Em 1990, Mondo (como era conhecido) foi anunciado como novo técnico do Torino, onde venceria uma Copa Mitropa e uma Copa da Itália, além do vice-campeonato da Copa da UEFA de 1991–92, chamando a atenção na decisão contra o Ajax, quando levantou uma cadeira para protestar contra uma decisão do árbitro iugoslavo Zoran Petrović em não marcar um pênalti sobre Roberto Cravero. Ele ainda voltou a comandar os granata entre 1998 e 2000.
Treinou também Napoli, Cosenza, Fiorentina e AlbinoLeffe, onde também teve 2 passagens - na segunda, entre 2009 e 2011, teve que deixar o cargo por "questões de saúde", dando lugar ao auxiliar-técnico Daniele Fortunato. 2 dias depois, o clube anunciou que Mondonico havia passado por uma cirurgia abdominal e aguardava sua recuperação em algumas semanas. Em fevereiro, o técnico reassumiu suas funções no AlbinoLeffe e evitou o rebaixamento da equipe após vencer o Piacenza nos playoffs.
Em 13 de junho do mesmo ano, Mondonico anunciou durante uma entrevista coletiva que o câncer no estômago havia voltado e que pensava em deixar o cargo, e 4 dias depois foi anunciada a saída do treinador para o tratamento da doença, sendo novamente substituído por Daniele Fortunato.
Após 7 anos, Mondo voltaria a treinar uma equipe da Série A ao assumir o Novara em janeiro de 2012. Sua passagem foi curta: em 6 jogos, venceu 1, empatou 2 e sofreu 3 derrotas. desempenho que causou a demissão do treinador, substituído por Attilio Tesser - ironicamente, seu antecessor no cargo. Pouco depois, encerraria sua carreira no futebol, porém continuou ligado ao esporte como comentarista esportivo (função que exercia desde 2011).

## Morte
Emiliano Mondonico faleceu em 29 de março de 2018, 20 dias após completar 71 anos.
Em novembro, foi incluído de forma póstuma no Hall da Fama do Torino.

## Títulos
Torino
- Copa Mitropa: 1991
- Copa da Itália: 1992–93

### Individuais
- Hall da Fama do Torino: 2018 (póstumo)